# Tracey Moffatt
Tracey Moffatt (Brisbane, Australië, 12 november 1960) is een beeldend kunstenares in de fotografie en de videokunst; ze werkt vanuit Sydney.
Moffatt speelt in haar kunstwerken met machtsconflicten en machtsongelijkheid, seks, geboorte en dood, dromen en herinneringen. Bij het duiden van haar werk speelt haar afkomst als Aboriginal van de Stolen Generations een belangrijke rol: zij werd als kind door de overheid gedwongen overgeplaatst naar een blank gezin. Pas op latere leeftijd werd deze generatie geconfronteerd met hun werkelijke afkomst.
Moffatts films kenmerken zich door toepassing van commentaarstemmen, populaire muziek, vervreemdend geluid, kartonnen decors en verontrustende camerabewegingen.
Ze vertegenwoordigde Australië op de Biënnale van Venetië en haar films werden vertoond op internationale filmfestivals. In 2007 werd Een fotoserie over de 'Stolen Generations', getiteld 'Up in the Sky', werd in Nederland vertoond tijdens Noorderlicht (1999) en in het GEM (2007) in Den Haag.
Werk van Moffatt is opgenomen in de collecties van Tate (Engeland), Museum of Contemporary Art (MOCA) (Los Angeles), National Gallery of Australia en van Art Gallery of New South Wales.